# Ravenna Creek
Ravenna Creek je potok v seattleských čtvrtích Ravenna a Roosevelt, jehož obnovená délka je asi 1,1 kilometru a který se celý nachází v Cowenově a Ravennském parku.
Kdysi Ravenna Creek odváděl vodu ze Zeleného jezera do zálivu Union, který se nachází na západním konci Washingtonova kanálu. Městský rozvoj si ale vyžádal snížení potoka v letech 1911 a 1916, což vyústilo ve zmizení jeho koryta z povrchu. Nynější pramen potoka se nachází v mokřadu v severozápadním rohu Cowenova parku. V Ravennském parku se pak do něj vlévá několik menších potůčků. Až do roku 2006 končil potok ve stoce pod fotbalovým hřištěm.
Projekt obnovení potoka byl dokončen v květnu 2006 odpojil potok od stoky a prodloužil jeho koryto o 198 metrů k jihovýchodnímu rohu Ravennského parku, kde se vylévá do potrubí. Potrubí pak vede jižním směrem, než vylévá vodu potoka do Univerzitního močálu.
V roce 2008 se potok rozvodnil třiceti tisíci litry splašek, což bylo způsobeno nehodou nedalekých veřejných prací.